# 血清型
血清型（serotype，serovar）是指利用血清学方法，在细菌或病毒的一个物种内或在不同个体的免疫细胞间区分出的类型。血清分型（serotyping）可将同种或同亚种的机体或细胞按不同的表面抗原在流行病学上或免疫学上进一步鉴别分型。
例如肠道沙门氏菌（Salmonella enterica）此菌种有6个亚种，再进一步细分为超过2,600个血清型，其中一血清型写法为：Salmonella enterica subsp. enterica serovar Typhimurium，或同模式异名：Salmonella enterica subsp. enterica serovar 1,4,[5],12:i:1,2。
血清型的決定是由很多種類的因素而形成的，其中不乏包括病毒性、革蘭氏陰性菌表層的脂多糖、外毒素、細菌的質粒和噬菌體等。通過聚合酶鏈式反應，也可以利用基因特性來分別不同的血清型。

## 血清型與器官移植
人體的免疫系統中，也有以血清型來分別“自我”和“外來”的機制。例如白血球上的主要組織相容性複合體（ＭＨＣ）如果認出了移植器官細胞表面為外來細胞時，白血球會產生抵抗力，導致血管堵塞壞死。所以器官移植前一般都會先檢查病患的血清型和器官捐贈人的血清型。